# Bazilio Olara-Okello
Bazilio Olara-Okello (1929 – Omdurman, 9 gennaio 1990) è stato un politico e generale ugandese.
È stato Presidente dell'Uganda de facto per due giorni nel luglio 1985.
Fu uno dei comandanti della Uganda National Liberation Army (UNLA), che insieme all'esercito tanzaniano depose Idi Amin nel 1979. Nel 1985 è stato per breve tempo Presidente del consiglio militare dello Stato dell'Uganda e successivamente divenne capo delle forze armate.
Durante la guerra civile ugandese tra la UNLA e la NRA, guidata da Yoweri Museveni, prese il controllo del Paese insieme a Tito Okello tramite un colpo di Stato ai danni di Milton Obote. Olara-Okello fuggì in esilio in Sudan dopo che il potere andò nelle mani di Museveni.